# Honkajärvi (sjö i Suomussalmi, Kajanaland)
Honkajärvi är en sjö i kommunen Suomussalmi i landskapet Kajanaland i Finland. Sjön ligger 195,9 meter över havet. Den är 7,5 meter djup. Arean är 72 hektar och strandlinjen är 5,74 kilometer lång. Sjön  ingår i Uleälvens huvudavrinningsområde.   Den ligger omkring 110 kilometer nordöst om Kajana och omkring 560 kilometer norr om Helsingfors. 